# Ștefan Vodă (condado)
Ştefan Vodă é um condado (ou distrito) da Moldávia. Sua capital é a cidade de Ştefan Vodă.